# HMS Russell (1901)
O HMS Russell foi um couraçado pré-dreadnought operado pela Marinha Real Britânica e a primeira embarcação da Classe Duncan. Sua construção começou em março de 1899 nos estaleiros da Palmers Shipbuilding e foi lançado ao mar em fevereiro de 1901, sendo comissionado na frota britânica em fevereiro de 1903. Era armado com uma bateria principal composta por quatro canhões de 305 milímetros montados em duas torres de artilharia duplas, tinha um deslocamento carregado de mais de quinze mil toneladas e alcançava uma velocidade máxima de dezenove nós.
O Russell teve um início de carreira tranquilo e sem grandes incidentes. Durante tempos de paz ele atuou no Mar Mediterrâneo em duas ocasiões diferentes e também em várias frotas em águas britânicas. A Primeira Guerra Mundial começou em 1914 e o navio foi inicialmente designado para patrulhas no Oceano Atlântico e Canal da Mancha. Foi enviado no final de 1915 de volta ao Mediterrâneo a fim de dar apoio para a Campanha de Galípoli, porém foi muito pouco utilizado. Ele bateu em duas minas navais próximo de Malta em 27 de abril de 1916 e afundou.